# 자궁경부

자궁경부(子宮頸部, 영어: cervix 또는 cervix uteri)는 자궁의 아래쪽에 위치한 좁은 부분으로 질의 상부와 연결되어 있다. 타원형 또는 원형의 모양을 하고 있으며, 질의 상측 전방을 통해 튀어나와 있다. 전체 길이의 절반은 질경을 이용할 경우 눈으로 볼 수 있으며, 나머지 절반은 질 위쪽으로 위치해 있다. 자궁경부의 영어명 cervix는 라틴어로 '목'을 뜻한다.

## 같이 보기
- 자궁